# Anders Varveus
Anders Varveus, född 15 januari 1958 i Ungern, är en svensk entreprenör och nyliberal aktivist. Han är mest känd för att tillsammans med Mats Hinze drivit raveklubben Docklands som var aktiv 1995–2002. I början av 1980-talet var han under några år aktiv i MUF:s Uppsala-distrikt, bland annat som ordförande. Han var medgrundare till Frihetsfronten 1990, som bland annat drev svartklubben Tritnaha från 1989.
Till Stockholm Pride 2015 återupplivade Varveus Docklands som ett paradekipage för fri kulturutövning, och året därpå arrangerade han ravefester under namnet Docklands. Han var också engagerad i den ideella föreningen Fritt Forums lokal i Marievik, vars fester av polisen beskrevs som knarkfester och snart stängdes ner.
Varveus sitter med i styrelsen för insamlingsstiftelsen Blueheart Project sedan 2014. Stiftelsen verkar för att hitta ett nytt sätt att leva och samverka, med värdeorden kärlek och frihet.